# Huachuca Mountains
Huachuca Mountains je pohoří na jihozápadě Cochise County, na jihovýchodě Arizony.
Leží okolo 100 kilometrů jihovýchodně od města Tucson, v těsné blízkosti hranice s Mexikem. Nejvyšší horou pohoří je s nadmořskou výškou 2 885 metrů Miller Peak. V jihovýchodní části pohoří se nachází památník Coronado National Memorial.